# 陵州 (山东省)
陵州，中国元朝时设置的州。
陵州本是将陵县，北宋、金朝都隶属于景州。元宪宗三年（1253年）蒙古帝国将将陵县改属河间府。不久升将陵县置陵州，属济南路，治所即今山东省德州市。辖境相当今德州市一带。至元二年（1265年）降为陵县。至元三年（1266年）再升将陵县为陵州，属河间路。明太祖洪武元年（1368年）明朝改陵州为陵县，属德州。洪武七年（1374年）废除陵县，将德州州治迁到陵县。洪武十三年（1380年）再设陵县，县治在原德州驻地（今山东省德州市陵城区）。于是一直到今天的德州（德州市）和陵县（陵城区），与唐朝、宋朝时的德州和陵县（将陵县），正好交换了位置。